# Mount Ross Cox
Mount Ross Cox är ett berg i Kanada.   Det ligger i provinsen Alberta, i den centrala delen av landet, 3 100 km väster om huvudstaden Ottawa. Toppen på Mount Ross Cox är 2 994 meter över havet.
Terrängen runt Mount Ross Cox är bergig åt sydväst, men åt nordost är den kuperad.Trakten runt Mount Ross Cox är nära nog obefolkad, med mindre än två invånare per kvadratkilometer.. Det finns inga samhällen i närheten. 
Trakten runt Mount Ross Cox består i huvudsak av gräsmarker.